# Tengritoo
Der Tengritoo (auch Tengri-Tau) ist eine Bergkette des zentralen Tienschan im äußersten Osten von Kirgisistan und im äußersten Südosten von Kasachstan an der Grenze zur Volksrepublik China.
Die Bergkette trennt die Täler des Nördlichen und Südlichen Engiltschek-Gletschers. Sie beginnt im Westen etwa 15 km oberhalb des unteren Endes des Südlichen Engiltschek-Gletschers und erstreckt sich über eine Länge von 30 km in West-Ost-Richtung. Sie kulminiert im Khan Tengri (7010 m oder 6995 m), der das Dreiländereck von Kirgisistan, Kasachstan und China bildet. Die Bergkette liegt westlich des Khan Tengri auf kirgisischem Gebiet, während östlich des Khan Tengri die Grenze zwischen Kasachstan und China entlang dem Hauptkamm verläuft. Den östlichen Endpunkt des Tengritoo bildet ein 5620 m hoher Bergsattel zwischen Pik Gutman und dem Westlichen Schatjor. Letzterer wird der Meridionalkette zugerechnet.

## Berge (Auswahl)
Im Folgenden sind eine Reihe von Gipfeln entlang dem Hauptkamm des Tengritoo sortiert in West-Ost-Richtung aufgelistet:
- Pik Petrowski, 5860 m
- Pik Sowetskoi Kirgisii, 5561 m
- Pik Gorki, 6050 m
- Pik Abalakow, 5940 m
- Pik Tschapajew, 6371 m
- Khan Tengri, 7010 m (oder 6995 m)
- Pik Gutman, 5901 m

## Karten
- Blatt 0/15 Khan Tengri – Tien Shan, Kyrgyzstan, Alpenvereinskarte 1:100.000